# IGR J17091-3624

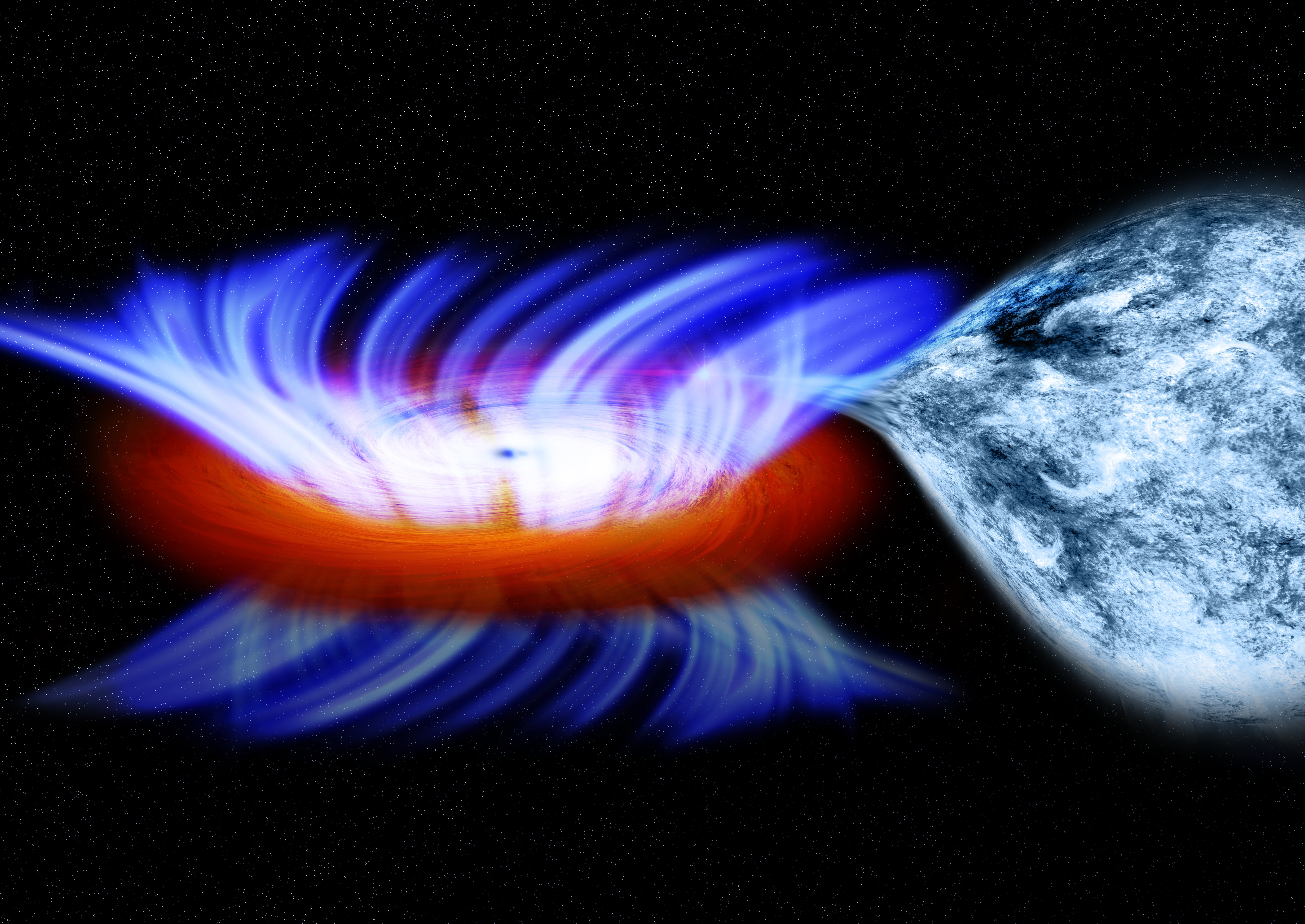
在聯星系統中的黑洞IGR J17091-3624想像圖

IGR J17091-3624（簡稱IGR J17091），是一個距離地球約2萬8千光年，銀河系內的恆星黑洞，位於天蠍座。

## 發現
IGR J17091是由歐洲太空總署的国际伽玛射线天体物理实验室發現於2003年4月。

## 概要
IGR J17091是一顆位於聯星系統內，質量約3-10 {\displaystyle {\begin{smallmatrix}M_{\odot }\end{smallmatrix}}}的恆星黑洞。其質量讓它成為目前發現質量最小的黑洞，接近黑洞能穩定存在的質量下限。
钱德拉X射线天文台於2011年對該黑洞的觀測發現它的吸積盤的氣流速度達到光速的3%，是至今最高速度，遠高於第二高的紀錄。根據密歇根大学天文學家 Ashley King 所述，「和一般認為黑洞將周圍大多數的物質拉近的概念相反的是，我們認為IGR J17091周圍吸積盤內95%的物質被高速氣流吹離」。
IGR J17091的X射线變化模式也相當特殊。它的模式是振幅小、半週期，並且5到70秒之間就一次爆發。類似的模式之前只在黑洞GRS 1915+105發現過，但是IGR J17091的爆發幅度比前者暗淡20倍。

## 外部連結
- NASA's Chandra Finds Fastest Winds From Stellar-Mass Black Hole（页面存档备份，存于） - Chandra.Harvard.edu
- NASA's RXTE Detects 'Heartbeat' of Smallest Black Hole Candidate（页面存档备份，存于） - NASA.gov, with animation